# David B.
David B., all'anagrafe Pierre-François Beauchard (Nîmes, 9 febbraio 1959), è un disegnatore e fumettista francese.

## Biografia
Sebbene abbia studiato come grafico pubblicitario, David B. nel 1985 incomincia a lavorare come sceneggiatore e disegnatore per diverse riviste (Okapi, À suivre, Tintin Reporter, Chic).
Nel 1990 assume un ruolo sempre più centrale nella scena fumettistica, grazie anche alla fondazione della casa editrice L'Association insieme a Jean-Christophe Menu, Lewis Trondheim, Matt Konture, Patrice Killoffer Stanislas e Mokeït. La maggior parte dei suoi lavori degli anni '90 vengono pubblicati sulla rivista Lapin, e poi raccolti nei volumi Le Cheval blême e Les Incidents de la nuit.
Dal 1996 al 2003 si dedica a  L'Ascension du Haut Mal ("L'ascensione del grande male"), una graphic novel autobiografica in sei volumi, opera vincitrice del premio per la sceneggiatura al Festival d'Angoulême. Dal 1997 collabora con altri editori oltre che con L'Association, casa editrice che abbandonerà nel 2005 e dove tornerà nel 2011 come membro del comitato di lettura.
Nel 2018 pubblica come sceneggiatore il 37° volume della serie Alix dal titolo Veni Vidi Vici in collaborazione con il disegnatore Giorgio Albertini. Il volume è uscito in occasione del 70º anniversario della nascita del personaggio di Jacques Martin.
Vive a Campofilone con sua moglie e due figli.

## Opere
- Le Timbre maudit, Ed. Bayard Presse, Paris, 1986
- Les Leçons du nourrisson savant, ed. Seuil, Paris
  1. Les Leçons du nourrisson savant, 1990
  2. Le Nourrisson savant et ses parents, 1990
- Il cavallo pallido (Le Cheval blême), ed. L'Association, Paris, 1992
- le Cercueil de course, ed. L'Association, Paris, 1993
- Le Livre somnambule, ed. Automne 67, Montreuil, 1994
- Le Messie discret in le Retour de Dieu, éd. Autrement, Paris, 1994
- Le Nain jaune, ed. Cornélius, Paris
  1. Tome 1, 1993
  2. Tome 2, 1993
  3. Tome 3, 1994
  4. Tome 4, 1994
  5. Tome 5, 1994
- La Bombe familiale, ed. L'Association, Paris, 1997 ISBN 2-909020-78-9
- Le Tengû carré, ed. Dargaud, 1997 ISBN 2-205-04252-1

Edizione italiana: Guerra di demoni, ed. Mare nero, 2000 ISBN 88-87495-12-2
- Les 4 Savants, ed. Cornélius, Paris
  1. Tome 1, 1996
  2. Tome 2, 1997
  3. Tome 3, 1998
- L'Association en Égypte con Golo, Edmond Baudoin et Jean-Christophe Menu, ed. L'Association, Paris, 1998
- Maman a des problèmes con Anne Baraou, ed. L'Association, 1999
- Hiram Lowatt & Placido con Christophe Blain, ed. Dargaud, Paris
  1. La Révolte de Hop-Frog, 2000
  2. Les Ogres, 2000
- La Ville des mauvais rêves con Joann Sfar, ed. Dargaud, Paris
  1. Urani 2000 ISBN 2-205-04795-7

Edizione italiana: La città dei brutti sogni: Urani, ed. Macchia Nera, 2000
- Le Capitaine écarlate, con Emmanuel Guibert, ed. Dupuis, Marcinelle, 2000 ISBN 2-8001-2971-9
- La Lecture des ruines, ed. Dupuis, Marcinelle, 2001
- Les Incidents de la nuit, ed. L'Association, Paris
  1. Tome 1, 1999
  2. Tome 2, 2000
  3. Tome 3, 2002

Edizione italiana: Les Incidents de la nuit, ed. Coconino Press, 2002 (pubblica i primi due volumi originali in uno) ISBN 88-88063-49-8
- L'Ascension du Haut Mal, ed L'Association, Paris
  1. Tome 1, 1996 ISBN 2-909020-73-8
  2. Tome 2, 1997 ISBN 2-909020-84-3
  3. Tome 3, 1998 ISBN 2-84414-004-1
  4. Tome 4, 1999 ISBN 2-84414-020-3
  5. Tome 5, 2000 ISBN 2-84414-047-5
  6. Tome 6, 2003 ISBN 2-909020-07-X

Prima edizione italiana (incompleta): Cronaca del grande male, ed. Rasputin!Libri, 1999(pubblica i primi due volumi francesi in formato ridotto)
Seconda edizione italiana: Il Grande Male, ed. Coconino Press, 2003-2004 (pubblica tutta l'opera accorpando tre volumi originali in uno)
1. Volume 1, 2003 ISBN 88-88063-80-3
2. Volume 2, 2004 ISBN 88-88063-90-0

- Les Chercheurs de trésors, ed. Dargaud, Paris
  1. L'Ombre de Dieu, 2003 ISBN 2-205-05363-9
  2. La Ville froide, 2004 ISBN 2-205-05479-1
- Babel, ed. Vertige Graphic, Paris, 2004
  1. Tome 1, 2004
  2. Tome 2, 2006

Edizione italiana: Babel, ed. Coconino Press, 2004-2006
1. Volume 1, 2004 ISBN 88-88063-92-7
2. Volume 2, 2006 ISBN 88-7618-037-0

Alix 37, Veni Vidi Vici, Casterman, 2018
- Leonora, con Pauline Martin, ed. Denoël, 2004
- Les Complots nocturnes, ed. Futuropolis, 2005 ISBN 2-7548-0014-X